# 约翰·聂夫

约翰 B. 聂夫（英文名：John B. Neff） (1931年9月19日-2019年6月4日)，CFA持证人，是一位美国著名投资人、基金经理与慈善家。其以反常规投资策略和价值投资理念而闻名于基金管理界。他曾是美国先锋集团（又译为领航投资）旗下温莎基金Windsor Fund （页面存档备份，存于）的主要管理人。 
根據聶夫在他著作中的自述，温莎基金Windsor Fund （页面存档备份，存于）在其管理下，于同时期的共同基金中保持了最高的收益率并且成为了当时资产管理规模最大的基金。聂夫于1995年从美国先锋集团退休。在他担任温莎基金Windsor Fund （页面存档备份，存于）管理人的三十一年间 (1964年至1995年)，该基金的年化收益率为13.7%，与之对比的是同时期的S&P 500年化收益率为10.6%。

## 早年生活及教育经历
约翰·聂夫于1931年出生在美国俄亥俄州Wauseon市。他于1955年从托莱多大学University of Toledo取得学士学位。毕业后，聂夫在克利夫兰国家城市银行The National City Bank of Cleveland短暂工作了一段时间。他于1958年从凯斯西储大学Case Western Reserve University取得硕士学位。

## 投资风格
约翰·聂夫描述他的投资风格为寻求低市盈率（P/E）的个股，但也有人认为他的投资风格应归类于传统价值投资。他被评价为是一位重视基础分析——即深入研究一家公司的管理和财务情况，而不过度依赖于纯技术分析的投资人。聂夫的投资通常有比较短的周转期，他对个股的持有期平均是三年。和传统价值投资者如沃伦·巴菲特相比，聂夫与他们的共同点是注重资本回报率（Return on equity），并且认为资本回报率是衡量投资管理效益的最好方式。但是不同于很多价值投资者，聂夫执著于预测经济的走向和具体公司的未来收益。此外，聂夫选股的另一规则是投资拥有高股息（通常在4% - 5%之间）的个股。

## 其他事迹
约翰·聂夫曾于2001年出版过名为 John Neff on Investing 的自传，聂夫在书中记录了他的家庭，早年求学和求职的经历。此外，书中还有大量篇幅详细的描述了他的投资生涯和理念。
为了表彰和纪念约翰·聂夫在管理宾夕法尼亚大学捐赠基金期间所带来的杰出收益，该校的沃顿商学院以聂夫的名字命名了学院的金融学教授职位，获此教职的人士被称为「约翰B.聂夫金融学教授」（John B. Neff Professor of Finance)。聂夫的母校托雷多大學同样拥有一个以聂夫名字命名的金融系，以纪念约翰·聂夫和他的妻子Lillian E. Neff对该校的慷慨捐赠。
2019年6月4日，约翰·聂夫病逝于美国宾夕法尼亚州，享年87岁。